# Victoria Paris
Victoria Paris (Great Falls, Montana; 22 de noviembre de 1960-10 de agosto de 2021) fue una actriz pornográfica estadounidense.
Antes de mudarse a Los Ángeles en 1987-1988, obtuvo un grado de Nutrición en la Universidad del Estado de Montana. En 1988, se inició trabajando en el entretenimiento para adultos como luchadora en barro, y luego trabajó como modelo nudista antes de ingresar a las películas para adultos.
Participó en más de 220 películas para adultos, incluyendo The Chameleon, Beauty & the Beast II, The New Barbarians y The Seduction of Mary.
Falleció en agosto de 2021, a los 60 años, a consecuencia de un cáncer.

## Premios
- 1990 Premios AVN por Mejor Nueva Starlet[3]
- 1991 Premios AVN Por Mejor Video de Pareja en Escena de Sexo – Beauty and the Beast 2[4]
- Paseo de la Fama de AVN.[5]